# 板東英二の欲バリ市場
板東英二の欲バリ市場（ばんどうえいじのよくバリバザール）は、毎日放送（MBSテレビ）で2006年4月から2012年12月まで放送されていたテレビショッピング番組。同局とMBS企画の系列関連会社・エムズ・シンジケーションの共同制作。2013年1月から3月の番組終了までは、『欲バリ市場』のタイトルで放送された。

## 番組概要
2006年3月まで毎週金曜日に放送されていた『板東英二の欲バリ王国(ランド)』が前身で、2012年10月からは月曜・火曜は11:23 - 11:30(JST)、水曜 - 金曜は10:53 - 11:00に放送される。
当番組では、三菱商事とデジタルダイレクト（saQwa）が業務を提携。当初はTBSの昼の情報番組『きょう発プラス!』に（関西ローカルでの差し替えで）内包させていた。単独番組として放送されるようになったのは、同番組が終了した2006年10月からである。
単独番組化後は、数度にわたって放送時間を変更。『すっぴん・れくちゃ〜!』の放送を開始してから、2012年3月30日までは、月～水曜日の10:50 - 11:00と木・金曜日の10:50 - 10:57に放送していた。ただし、9:55から放送される番組によっては、放送開始時間を30分遅らせることがあった。
また、2010年11月1日から2012年3月までは、当番組と同じ出演者による『朝から欲バリ（あさからよくバリ）』が平日の5:00 - 5:15（2011年4月1日までは4:30 - 5:00）に放送されていた（『なるほど!市場』の後継扱い、2012年4月以降の後番組は『朝のイチオシ!』）。
MBSテレビでは、2012年の4月改編で、平日の10:30 - 11:30の時間帯に『プリ♥プリ』（生放送の情報番組）を編成。その関係で、当番組の放送枠を木曜日の9:55 - 10:25に集約させた。しかし、同年の10月改編で『プリプリ』の放送枠を9:55 - 10:50へ繰り上げたため、当番組は半年振りに平日7分間のミニ帯番組へ戻った。

### 突然の休止から再開、終了
2012年10月からは、月・火曜日11:21 - 11:30、水～金曜日10:53 - 11:00に放送。木曜日のみ、生放送を実施していた。しかし、同年の12月中旬には、板東の個人事務所による所得税の申告漏れ・板東の主導による所得隠しが名古屋国税局の税務調査で判明したことが報じられた。報道以降も毎日放送はMBSテレビで当番組の放送を続けていたが、2013年1月には、テレビ・ラジオとも板東がレギュラーを務める自社制作番組を当面休止することを決めた。当番組については、2013年最初の放送を予定していた1月7日（月曜日）から、『らいよんチャンネル』（MBSテレビのPR番組）や『よりどりマーケット』（テレビショッピング番組）に差し替えた。
2013年1月17日（木曜日）に、『欲バリ市場』のタイトルで放送を再開。番組開始当初から出演していた沢田尚子と、沢田と交替で板東のパートナーを務めてきた河原祥子（オフィスキイワード所属のフリーアナウンサー）が続投、板東は引き続き出演を自粛していたが、同年3月29日に番組が終了。後継として4月1日から毎日放送の通販サイト名を番組名にした『コレキメ』が10:54 - 11:00枠で開始。同番組には河原のみ続投する。現在この時間帯は「MBSショッピング ほしおび」（レッド吉田、保田圭司会）を放送。

## 出演者
- 板東英二
- 沢田尚子
- 河原祥子（2011年9月1日 -）

## 関連番組
- なるほど!
- なるほど!市場
- ワールドコレクションゴールド

以下はいずれもMBSラジオの番組で、当番組と同じく板東・沢田が共演。
- 板東英二金曜生BAN BAN（2009年3月まで放送）
- 板東英二のおばあちゃんと話そう（上記の事情で2013年1月から2014年9月まで休止。2014年10月から再開。）